# Szwecja na Letnich Igrzyskach Olimpijskich 1924
Szwecję na Letnich Igrzyskach Olimpijskich 1924 reprezentowało 159 zawodników : 146 mężczyzn i trzynaście kobiet. Był to szósty start reprezentacji Szwecji na letnich igrzyskach olimpijskich.

## Zdobyte medale
| Medal  | Zawodnik | Dyscyplina           | Konkurencja                                           | Rezultat                                                                      |
| ------ | --- | -------------------- | ----------------------------------------------------- | ----------------------------------------------------------------------------- |
| Złoto  | Ernst Linder | Jeździectwo          | Ujeżdżenie indywidualnie                              | 276,4 pkt                                                                     |
| Złoto  | Åke Thelning, Axel Ståhle, Åge Lundström | Jeździectwo          | Skoki przez przeszkody drużynowo                      | 42,25 pkt                                                                     |
| Złoto  | Bo Lindman | Pięciobój nowoczesny | mężczyźni indywidualnie                               | 18 pkt                                                                        |
| Złoto  | Calle Westergren | Zapasy               | styl klasyczny waga półciężka                         |                                                                               |
| Srebro | Bertil Sandström | Jeździectwo          | Ujeżdżenie indywidualnie                              | 275,8 pkt                                                                     |
| Srebro | Claës König, Torsten Sylvan, Gustaf Hagelin, Carl Gustaf Lewenhaupt | Jeździectwo          | WKKW drużynowo                                        | 4743,5 pkt                                                                    |
| Srebro | Edvin Wide | Lekkoatletyka        | Bieg na 10 000 m mężczyzn                             | 30:55,2                                                                       |
| Srebro | Artur Svensson, Erik Byléhn, Gustaf Wejnarth, Nils Engdahl | Lekkoatletyka        | Sztafeta 4 × 400 m mężczyzn                           | 3:17,0                                                                        |
| Srebro | Gunnar Lindström | Lekkoatletyka        | Rzut dyskiem mężczyzn                                 | 60,92 m                                                                       |
| Srebro | Gustaf Dyrssen | Pięciobój nowoczesny | mężczyźni indywidualnie                               | 39,5 pkt                                                                      |
| Srebro | Arne Borg | Pływanie             | 400 m stylem dowolnym mężczyzn                        | 5:05,6                                                                        |
| Srebro | Arne Borg | Pływanie             | 1500 m stylem dowolnym mężczyzn                       | 20:41,4                                                                       |
| Srebro | John Jansson | Skoki do wody        | Skoki proste z wieży mężczyzn                         | 157,0 pkt                                                                     |
| Srebro | Otto Hultberg, Mauritz Johansson, Fredric Landelius, Alfred Swahn | Strzelectwo          | Biegnący jeleń, strzał pojedynczy, 100 m, drużynowo   | 154 pkt                                                                       |
| Srebro | Vilhelm Carlberg | Strzelectwo          | Pistolet szybkostrzelny, 25 m, indywidualnie          | 18 pkt                                                                        |
| Srebro | Rudolf Svensson | Zapasy               | styl klasyczny waga półciężka                         |                                                                               |
| Srebro | Rudolf Svensson | Zapasy               | styl wolny waga półciężka                             |                                                                               |
| Brąz   | Gunnar Sköld, Erik Bohlin, Ragnar Malm | Kolarstwo            | jazda drużynowa na czas                               | 19:59:41,6                                                                    |
| Brąz   | Edvin Wide | Lekkoatletyka        | Bieg na 5000 m mężczyzn                               | 15:01,8                                                                       |
| Brąz   | Sten Pettersson | Lekkoatletyka        | Bieg na 110 m przez płotki                            | 15,4 s                                                                        |
| Brąz   | Bertil Uggla | Pięciobój nowoczesny | mężczyźni indywidualnie                               | 45 pkt                                                                        |
| Brąz   | Axel Alfredsson, Charles Brommesson, Gustaf Carlson, Albin Dahl, Sven Friberg, Fritjof Hillén, Konrad Hirsch, Gunnar Holmberg, Per Kaufeldt, Tore Keller, Rudolf Kock, Sigfrid Lindberg, Sven Lindqvist, Evert Lundquist, Sten Mellgren, Sven Rydell, Harry Sundberg, Thorsten Svensson | Piłka nożna          |                                                       | w meczu o brązowy medal reprezentacja Szwecji pokonała reprezentację Holandii |
| Brąz   | Arne Borg, Åke Borg, Orvar Trolle, Georg Werner, Thor Henning, Gösta Persson | Pływanie             | sztafeta 4 × 200 metrów dowolnym mężczyzn             | 10:06,8                                                                       |
| Brąz   | Aina Berg, Gurli Ewerlund, Wivan Pettersson, Hjördis Töpel | Pływanie             | sztafeta 4 × 100 metrów dowolnym kobiet               | 5:35,6                                                                        |
| Brąz   | Hjördis Töpel | Skoki do wody        | Skoki z wieży kobiet                                  | 15,5 pkt                                                                      |
| Brąz   | Axel Ekblom, Mauritz Johansson, Fredric Landelius, Alfred Swahn | Strzelectwo          | Biegnący jeleń, strzał podwójny, 100 m, drużynowo     | 250 pkt                                                                       |
| Brąz   | Alfred Swahn | Strzelectwo          | Biegnący jeleń, strzał podwójny, 100 m, indywidualnie | 72 pkt                                                                        |
| Brąz   | Nils Hellsten | Szermierka           | szpada indywidualnie mężczyzn                         |                                                                               |
| Brąz   | Eric Malmberg | Zapasy               | styl klasyczny waga piórkowa                          |                                                                               |

## Skład kadry

### Boks
| Zawodnik        | Konkurencja     | 1/16             | 1/8                | Ćwierćfinał       | Półfinał            | Finał 3.miejsce  | Finał 3.miejsce |
| Zawodnik        | Konkurencja     | Przeciwnik Wynik | Przeciwnik Wynik   | Przeciwnik Wynik  | Przeciwnik Wynik    | Przeciwnik Wynik | Miejsce         |
| --------------- | --------------- | ---------------- | ------------------ | ----------------- | ------------------- | ---------------- | --------------- |
| Oscar Bergström | waga musza      | BYE              | Yvon Trèvédic W    | Raymond Fee P     | NQ                  | NQ               | NQ              |
| Oscar Andrén    | waga kogucia    | Mario González W | Joseph Lazarus W   | Antonio Sánchez W | Salvatore Tripoli P | Jean Ces P       | 4.              |
| Harry Wolff     | waga kogucia    | N/A              | William H. Smith P | NQ                | NQ                  | NQ               | NQ              |
| Gustaf Bergman  | waga piórkowa   | Carlos Abarca P  | NQ                 | NQ                | NQ                  | NQ               | NQ              |
| Edvard Hultgren | waga półśrednia | Douglas Lewis P  | NQ                 | NQ                | NQ                  | NQ               | NQ              |

### Jeździectwo
| Konkurencja              | Zawodnik          | Koń         | Finał | Finał  |
| Konkurencja              | Zawodnik          | Koń         | Wynik | Poz.   |
| ------------------------ | ----------------- | ----------- | ----- | ------ |
| Ujeżdżenie indywidualnie | Ernst Linder      | Piccolomini | 276,4 | złoto  |
| Ujeżdżenie indywidualnie | Bertil Sandström  | Sabel       | 275,8 | srebro |
| Ujeżdżenie indywidualnie | Wilhelm von Essen | Zabel       | 260,0 | 4.     |
| Ujeżdżenie indywidualnie | Victor Ankarcrona | Corona      | 256,5 | 5.     |

| Konkurencja         | Zawodnik                                               | Koń       | Finał        | Finał     | Finał   |
| Konkurencja         | Zawodnik                                               | Koń       | Punkty karne | Czas      | Miejsce |
| ------------------- | ------------------------------------------------------ | --------- | ------------ | --------- | ------- |
| Skoki indywidualnie | Åke Thelning                                           | Loke      | 12,0         | 2:30,4    | 6.      |
| Skoki indywidualnie | Axel Ståhle                                            | Cecil     | 12,25        | 2:40,0    | 7.      |
| Skoki indywidualnie | Åge Lundström                                          | Anvers    | 18,00        | 2:38,4    | 11.     |
| Skoki indywidualnie | Georg von Braun                                        | Diana     | 23,50        | 2:45,6    | 19.     |
| Skoki drużynowo     | Åke Thelning Axel Ståhle Åge Lundström Georg von Braun | jak wyżej | jak wyżej    | jak wyżej | złoto   |

| Konkurencja        | Zawodnik                                                         | Koń       | Ujeżdżenie          | Próba terenowa      | Skoki               | Razem  | Pozycja |
| ------------------ | ---------------------------------------------------------------- | --------- | ------------------- | ------------------- | ------------------- | ------ | ------- |
| WKKW indywidualnie | Claës König                                                      | Bojan     | 166                 | 1284,0              | 280                 | 1730   | 5.      |
| WKKW indywidualnie | Torsten Sylvan                                                   | Anita     | 169                 | 1229,0              | 280                 | 1678   | 9.      |
| WKKW indywidualnie | Gustaf Hagelin                                                   | Varius    | 165                 | 890,5               | 280                 | 1335,5 | 20.     |
| WKKW indywidualnie | Carl Gustaf Lewenhaupt                                           | Carter    | 147                 | DNF                 | DNF                 | DNF    | DNF     |
| WKKW drużynowo     | Claës König Torsten Sylvan Gustaf Hagelin Carl Gustaf Lewenhaupt | jak wyżej | punktacja jak wyżej | punktacja jak wyżej | punktacja jak wyżej | 4743,5 | srebro  |

### Kolarstwo

#### Kolarstwo szosowe
| Zawodnik                                           | Konkurencja                    | Czas       | Pozycja |
| -------------------------------------------------- | ------------------------------ | ---------- | ------- |
| Gunnar Sköld                                       | jazda indywidualna na czas (m) | 6:33:36,2  | 4.      |
| Erik Bohlin                                        | jazda indywidualna na czas (m) | 6:36:12,4  | 7.      |
| Ragnar Malm                                        | jazda indywidualna na czas (m) | 6:49:53,0  | 17.     |
| Erik Bjurberg                                      | jazda indywidualna na czas (m) | DNF        | DNF     |
| Gunnar Sköld Erik Bohlin Ragnar Malm Erik Bjurberg | jazda drużynowa na czas (m)    | 19:59:41,6 | brąz    |

### Lekkoatletyka
Konkurencje biegowe
| Konkurencja                 | Zawodnik                                                | Eliminacje | Eliminacje | Ćwierćfinał | Ćwierćfinał | Półfinał | Półfinał | Finał     | Finał   |
| Konkurencja                 | Zawodnik                                                | Wynik      | Miejsce    | Wynik       | Miejsce     | Wynik    | Miejsce  | Wynik     | Miejsce |
| --------------------------- | ------------------------------------------------------- | ---------- | ---------- | ----------- | ----------- | -------- | -------- | --------- | ------- |
| 100 m                       | Curt Wiberg                                             | 11,4       | 4.         | NQ          | NQ          | NQ       | NQ       | NQ        | NQ      |
| 100 m                       | Thor Österdahl                                          | 11,3       | 4.         | NQ          | NQ          | NQ       | NQ       | NQ        | NQ      |
| 100 m                       | Knut Russell                                            | 11,3       | 4.         | NQ          | NQ          | NQ       | NQ       | NQ        | NQ      |
| 400 m                       | Nils Engdahl                                            | 49,2       | 1.         | 48,4        | 2.          | 48,6     | 6.       | NQ        | NQ      |
| 400 m                       | Artur Svensson                                          | 50,0       | 1.         | 50,0        | 2.          | b.d      | 6.       | NQ        | NQ      |
| 400 m                       | Gustaf Wejnarth                                         | 50,2       | 1.         | 50,2        | 3.          | NQ       | NQ       | NQ        | NQ      |
| 400 m                       | Erik Byléhn                                             | 50,6       | 3.         | NQ          | NQ          | NQ       | NQ       | NQ        | NQ      |
| 800 m                       | Rudolf Johansson                                        | 1:57,6     | 1.         | N/A         | N/A         | 1:55,7   | 4.       | NQ        | NQ      |
| 800 m                       | Sven Lundgren                                           | 2:01,4     | 2.         | N/A         | N/A         | 1:57,6   | 4.       | NQ        | NQ      |
| 800 m                       | Erik Byléhn                                             | b.d        | 5.         | N/A         | N/A         | NQ       | NQ       | NQ        | NQ      |
| 5000 m                      | Edvin Wide                                              | N/A        | N/A        | N/A         | N/A         | 15:24,0  | 2.       | 15:01,8   | brąz    |
| 5000 m                      | Axel Eriksson                                           | N/A        | N/A        | N/A         | N/A         | 15:23,6  | 3.       | 15:38,0   | 8.      |
| 10 000 m                    | Edvin Wide                                              | N/A        | N/A        | N/A         | N/A         | N/A      | N/A      | 30:55,2   | srebro  |
| 10 000 m                    | Sven Thuresson                                          | N/A        | N/A        | N/A         | N/A         | N/A      | N/A      | b.d       | 13.     |
| 10 000 m                    | Sidon Ebeling                                           | N/A        | N/A        | N/A         | N/A         | N/A      | N/A      | b.d       | 16.     |
| 10 000 m                    | Gösta Bergström                                         | N/A        | N/A        | N/A         | N/A         | N/A      | N/A      | DNF       | DNF     |
| 110 m przez płotki          | Sten Pettersson                                         | 15,6       | 1.         | N/A         | N/A         | 15,6     | 2.       | 15,4      | brąz    |
| 110 m przez płotki          | Carl-Axel Christiernsson                                | 15,6       | 1.         | N/A         | N/A         | 15,4     | 1.       | 15,5      | 4.      |
| sztafeta 4 × 100 m mężczyzn | Kurt Branting Nils Engdahl Thor Österdahl Curt Wiberg   | 43,8       | 1.         | N/A         | N/A         | 43,0     | 3.       | NQ        | NQ      |
| sztafeta 4 × 400 m mężczyzn | Artur Svensson Erik Byléhn Gustaf Wejnarth Nils Engdahl | 3:37,5     | 2.         | N/A         | N/A         | N/A      | N/A      | 3:17,0    | srebro  |
| bieg 3000 m drużynowo       | Edvin Wide Axel Eriksson Sven Lundgren Stig Reuterswärd | N/A        | N/A        | N/A         | N/A         | 21 pkt   | 3.       | NQ        | NQ      |
| maraton                     | Gustav Kinn                                             | N/A        | N/A        | N/A         | N/A         | N/A      | N/A      | 2:54:33,4 | 8.      |
| maraton                     | Waldemar Karlsson                                       | N/A        | N/A        | N/A         | N/A         | N/A      | N/A      | 3:14:21,4 | 21.     |
| bieg przełajowy             | Edvin Wide                                              | N/A        | N/A        | N/A         | N/A         | N/A      | N/A      | DNF       | DNF     |
| bieg przełajowy             | Sven Thuresson                                          | N/A        | N/A        | N/A         | N/A         | N/A      | N/A      | DNF       | DNF     |
| bieg przełajowy             | Sidon Ebeling                                           | N/A        | N/A        | N/A         | N/A         | N/A      | N/A      | DNF       | DNF     |
| bieg przełajowy             | Gösta Bergström                                         | N/A        | N/A        | N/A         | N/A         | N/A      | N/A      | DNF       | DNF     |
| bieg przełajowy drużynowo   | Edvin Wide Gösta Bergström Sidon Ebeling Sven Thuresson | N/A        | N/A        | N/A         | N/A         | N/A      | N/A      | DNF       | DNF     |

Konkurencje techniczne
| Konkurencja    | Zawodnik         | Eliminacje | Eliminacje | Finał  | Finał   |
| Konkurencja    | Zawodnik         | Wynik      | Miejsce    | Wynik  | Miejsce |
| -------------- | ---------------- | ---------- | ---------- | ------ | ------- |
| trójskok       | Folke Janson     | 14,97      | 3.         | 15,01  | 5.      |
| trójskok       | Ivar Sahlin      | 14,16      | 8.         | NQ     | NQ      |
| skok wzwyż     | Helge Jansson    | 1,83       | 1.         | 1,85   | 6.      |
| skok wzwyż     | Ivar Sahlin      | 1,80       | 10.        | NQ     | NQ      |
| pchnięcie kulą | Bertil Jansson   | 13,76      | 8.         | NQ     | NQ      |
| pchnięcie kulą | Sixten Sundström | 13,53      | 10.        | NQ     | NQ      |
| rzut młotem    | Ossian Skiöld    | 45,075     | 5.         | 45,285 | 5.      |
| rzut młotem    | Carl Johan Lind  | 44,785     | 7.         | NQ     | NQ      |
| rzut oszczepem | Gunnar Lindström | 60,81      | 1.         | 60,92  | srebro  |
| rzut oszczepem | Erik Blomqvist   | 56,15      | 5.         | 56,15  | 6.      |
| rzut oszczepem | Hugo Lilliér     | 52,95      | 13.        | NQ     | NQ      |

Wieloboje
| Zawodnik      | Konkurencje | Konkurencje    | Wyniki | Punkty | Miejsce |
| ------------- | ----------- | -------------- | ------ | ------ | ------- |
| Göran Unger   | pięciobój   | skok w dal     | 6,55   | 8      | 8.      |
| Göran Unger   | pięciobój   | rzut oszczepem | 48,45  | 10     | 10.     |
| Göran Unger   | pięciobój   | Bieg na 200 m  | 23,8   | 8      | 8.      |
| Göran Unger   | pięciobój   | rzut dyskiem   | 35,11  | 6      | 6.      |
| Göran Unger   | pięciobój   | Bieg na 1500 m | DNS    | DNS    | DNS     |
| Göran Unger   | pięciobój   | Finał          |        | 30     | 8.      |
| Evert Nilsson | pięciobój   | skok w dal     | 6,40   | 13     | 13.     |
| Evert Nilsson | pięciobój   | rzut oszczepem | 51,17  | 4      | 4.      |
| Evert Nilsson | pięciobój   | Bieg na 200 m  | 25,0   | 21     | 21.     |
| Evert Nilsson | pięciobój   | rzut dyskiem   | 33,45  | 9      | 9.      |
| Evert Nilsson | pięciobój   | Bieg na 1500 m | DNS    | DNS    | DNS     |
| Evert Nilsson | pięciobój   | Finał          |        | 37     | 10.     |
| Bertil Fastén | pięciobój   | skok w dal     | 5,98   | 24     | 24.     |
| Bertil Fastén | pięciobój   | rzut oszczepem | 47,58  | 14     | 14.     |
| Bertil Fastén | pięciobój   | Bieg na 200 m  | 25,8   | 26     | 26.     |
| Bertil Fastén | pięciobój   | rzut dyskiem   | DNS    | DNS    | DNS     |
| Bertil Fastén | pięciobój   | Bieg na 1500 m | DNS    | DNS    | DNS     |
| Bertil Fastén | pięciobój   | Finał          |        | 63     | 23.     |

| Zawodnik      | Konkurencje   | Konkurencje                | Wyniki | Punkty  | Miejsce |
| ------------- | ------------- | -------------------------- | ------ | ------- | ------- |
| Helge Jansson | dziesięciobój | bieg 100 m                 | 11,6   | 762,0   | 8.      |
| Helge Jansson | dziesięciobój | skok w dal                 | 6,32   | 686,4   | 16.     |
| Helge Jansson | dziesięciobój | pchnięcie kulą             | 12,22  | 688,0   | 5.      |
| Helge Jansson | dziesięciobój | skok wzwyż                 | 1,83   | 860     | 3.      |
| Helge Jansson | dziesięciobój | bieg 400 m                 | 54,2   | 774,4   | 15.     |
| Helge Jansson | dziesięciobój | bieg na 110 m przez płotki | 17,8   | 734     | 15.     |
| Helge Jansson | dziesięciobój | rzut dyskiem               | 32,08  | 501,6   | 14.     |
| Helge Jansson | dziesięciobój | skok o tyczce              | 3,10   | 541,0   | 13.     |
| Helge Jansson | dziesięciobój | rzut oszczepem             | 47,20  | 620,5   | 6.      |
| Helge Jansson | dziesięciobój | bieg na 1500 m             | 5:22,0 | 488,8   | 21.     |
| Helge Jansson | dziesięciobój | Finał                      |        | 6656,16 | 7.      |
| Bertil Fastén | dziesięciobój | bieg 100 m                 | 12,0   | 666,8   | 30.     |
| Bertil Fastén | dziesięciobój | skok w dal                 | 6,18   | 652,1   | 21.     |
| Bertil Fastén | dziesięciobój | pchnięcie kulą             | 11,415 | 607,5   | 9.      |
| Bertil Fastén | dziesięciobój | skok wzwyż                 | 1,65   | 608     | 16.     |
| Bertil Fastén | dziesięciobój | bieg 400 m                 | 54,6   | 759,36  | 18.     |
| Bertil Fastén | dziesięciobój | bieg na 110 m przez płotki | DSQ    | DSQ     | DSQ     |
| Bertil Fastén | dziesięciobój | rzut dyskiem               | DNS    | DNS     | DNS     |
| Bertil Fastén | dziesięciobój | skok o tyczce              | DNS    | DNS     | DNS     |
| Bertil Fastén | dziesięciobój | rzut oszczepem             | DNS    | DNS     | DNS     |
| Bertil Fastén | dziesięciobój | bieg na 1500 m             | DNS    | DNS     | DNS     |
| Bertil Fastén | dziesięciobój | Finał                      |        | DNF     | DNF     |
| Evert Nilsson | dziesięciobój | bieg 100 m                 | 12,2   | 619,2   | 33.     |
| Evert Nilsson | dziesięciobój | skok w dal                 | 6,40   | 706     | 12.     |
| Evert Nilsson | dziesięciobój | pchnięcie kulą             | 10,095 | 475,5   | 24.     |
| Evert Nilsson | dziesięciobój | skok wzwyż                 | NM     | 0       | -       |
| Evert Nilsson | dziesięciobój | bieg 400 m                 | DNS    | DNS     | DNS     |
| Evert Nilsson | dziesięciobój | bieg na 110 m przez płotki | DNS    | DNS     | DNS     |
| Evert Nilsson | dziesięciobój | rzut dyskiem               | DNS    | DNS     | DNS     |
| Evert Nilsson | dziesięciobój | skok o tyczce              | DNS    | DNS     | DNS     |
| Evert Nilsson | dziesięciobój | rzut oszczepem             | DNS    | DNS     | DNS     |
| Evert Nilsson | dziesięciobój | bieg na 1500 m             | DNS    | DNS     | DNS     |
| Evert Nilsson | dziesięciobój | Finał                      |        | DNF     | DNF     |

### Pięciobój nowoczesny
| Zawodnik       | Konkurencja   | Strzelanie | Strzelanie | Strzelanie | Pływanie | Pływanie | Pływanie | Szermierka | Szermierka | Jazda konna | Jazda konna | Jazda konna | Bieg przełajowy | Bieg przełajowy | Bieg przełajowy | Suma punktów | Pozycja |
| Zawodnik       | Konkurencja   | Wynik      | M.         | Punkty     | Czas     | M.       | Punkty   | M.         | Punkty     | Kary        | M.          | Punkty      | Czas            | M.              | Punkty          | Suma punktów | Pozycja |
| -------------- | ------------- | ---------- | ---------- | ---------- | -------- | -------- | -------- | ---------- | ---------- | ----------- | ----------- | ----------- | --------------- | --------------- | --------------- | ------------ | ------- |
| Bo Lindman     | indywidualnie | 170        | 9.         | 9          | 5:18,6   | 1.       | 1        | 3.         | 3          | 147         | 4.          | 4           | 12:40,0         | 1.              | 1               | 18           | złoto   |
| Gustaf Dyrssen | indywidualnie | 160        | 20.        | 20         | 5:35,6   | 4.       | 4        | 1.         | 1          | 136         | 3.          | 3           | 13:35,0         | 11.             | 11,5            | 39,85        | srebro  |
| Bertil Uggla   | indywidualnie | 177        | 7.         | 7          | 6:30,8   | 21.      | 21       | 5.         | 5          | 134,5       | 5.          | 5           | 13:18,0         | 7.              | 7               | 45           | brąz    |
| Carl Årmann    | indywidualnie | 183        | 3.         | 3          | 5:59,0   | 9.       | 9        | 15.        | 15,5       | 90,5        | 27.         | 27          | 14:22,0         | 20.             | 20              | 74,5         | 10.     |

### Piłka nożna
Reprezentacja mężczyzn
| - Axel Alfredsson - Charles Brommesson - Gustaf Carlson - Albin Dahl - Sven Friberg - Fritjof Hillén - Konrad Hirsch - Gunnar Holmberg - Per Kaufeldt |  | - Tore Keller - Rudolf Kock - Sigfrid Lindberg - Sven Lindqvist - Evert Lundquist - Sten Mellgren - Sven Rydell - Harry Sundberg - Thorsten Svensson |

#### Runda 2.
| 29 maja 1924 16:00 | Szwecja · Kock 8', 24', 77' · Rydell 20', 61', 83' · Brommesson 30' · Keller 46' | 8–1Report | Belgia · Larnoe 67' | Stade Olympique, Colombes Widzów: 8,532 Sędzia: Heinrich Retschury (AUT) |
|                    |                                                                                  |           |                     |                                                                          |

#### Ćwierćfinał
| 1 czerwca 1924 16:00 | Szwecja · Kaufeldt 5', 71' · Brommesson 31', 34' · Rydell 49' | 5–0Report | Królestwo Egiptu | Stade Pershing Widzów: 6,484 Sędzia: Henri Christophe (BEL) |
|                      |                                                               |           |                  |                                                             |

#### Półfinał
| 5 czerwca 1924 17:00 | Szwajcaria · Abegglen 15', 77' | 2–1Report | Szwecja · Kock 41' | Stade Olympique, Colombes Widzów: 7,448 Sędzia: Mihaly Ivancsics (HUN) |
|                      |                                |           |                    |                                                                        |

#### Mecz o 3. miejsce
| 8 czerwca 1924 16:00 | Szwecja · Kaufeldt 44' | 1–1Report | Holandia · le Fèvre 77' | Stade Olympique, Colombes Widzów: 9,915 Sędzia: Heinrich Retschury (AUT) |
|                      |                        |           |                         |                                                                          |

| 9 czerwca 1924 14:30 | Szwecja · Rydell 34', 77' · Lundquist 42' | 3–1Report | Holandia · Formenoi 43' (k.) | Stade Olympique, Colombes Widzów: 40,522 Sędzia: Youssuf Mohamed (EGY) |
|                      |                                           |           |                              |                                                                        |

### Piłka wodna
- Reprezentacja mężczyzn

| - Cletus Andersson - Erik Andersson - Vilhelm Andersson - Nils Backlund |  | - Theodor Nauman - Martin Norberg - Gösta Persson - Hilmar Wictorin |

Turniej główny

#### Runda 1
| 13 lipca 1924 | Szwecja | 7:0 | Włochy |  |
| 11:45         |         |     |        |  |

#### Ćwierćfinał
| 15 lipca 1924 | Szwecja | 9:0 | Hiszpania |  |
| 10:30         |         |     |           |  |

#### Półfinał
| 16 lipca 1924 | Francja | 4:2 | Szwecja |  |
| 17:00         |         |     |         |  |

#### Półfinał o srebrny medal
| 18 lipca 1924 | Belgia | 4:3 | Szwecja |  |
| 16:30         |        |     |         |  |

#### Półfinał o brązowy medal
| 19 lipca 1924 | Szwecja | 4:1 | Węgry |  |
| 16:30         |         |     |       |  |

#### Finał
| 20 lipca 1924 | Stany Zjednoczone | 3:2 | Szwecja |  |
| 17:00         |                   |     |         |  |

Reprezentacja Szwecji zajęła 4.miejsce.

### Pływanie
Mężczyźni
| Konkurencja        | Zawodnik                                                                | Eliminacje | Eliminacje | Półfinał | Półfinał | Finał   | Finał   |
| Konkurencja        | Zawodnik                                                                | Czas       | Miejsce    | Czas     | Miejsce  | Czas    | Miejsce |
| ------------------ | ----------------------------------------------------------------------- | ---------- | ---------- | -------- | -------- | ------- | ------- |
| 100 m dowolnym     | Arne Borg                                                               | 1:05,4     | 1.         | 1:02,6   | 2.       | 1:02,0  | 4.      |
| 100 m dowolnym     | Orvar Trolle                                                            | 1:04,2     | 1.         | 1:02,6   | 4.       | NQ      | NQ      |
| 100 m dowolnym     | Georg Werner                                                            | 1:07,0     | 3.         | NQ       | NQ       | NQ      | NQ      |
| 400 m dowolnym     | Arne Borg                                                               | 5:31,8     | 1.         | 5:21,4   | 1.       | 5:05,6  | srebro  |
| 400 m dowolnym     | Åke Borg                                                                | 5:28,2     | 1.         | 5:25,0   | 2.       | 5:26,0  | 4.      |
| 1500 m dowolnym    | Arne Borg                                                               | 21:11,4    | 1.         | 21:50,8  | 2.       | 20:41,4 | srebro  |
| 1500 m dowolnym    | Åke Borg                                                                | 22:55,2    | 1.         | 21:59,4  | 3.       | NQ      | NQ      |
| 100 m grzbietowym  | Erik Skoglund                                                           | 1:27,4     | 2.         | 1:26,6   | 6.       | NQ      | NQ      |
| 200 m klasycznym   | Bengt Linders                                                           | 3:03,4     | 1.         | 3:01,4   | 2.       | 3:02,2  | 4.      |
| 200 m klasycznym   | Thor Henning                                                            | 3:02,4     | 2.         | 3:05,0   | 3.       | NQ      | NQ      |
| 200 m klasycznym   | Bo Johnsson                                                             | 3:12,2     | 3.         | NQ       | NQ       | NQ      | NQ      |
| 4 × 200 m dowolnym | Arne Borg Åke Borg Orvar Trolle Georg Werner Thor Henning Gösta Persson | 11:15,4    | 1.         | 10:31,2  | 2.       | 10:06,8 | brąz    |

Kobiety
| Konkurencja        | Zawodniczka                                             | Eliminacje | Eliminacje | Półfinał | Półfinał | Finał  | Finał   |
| Konkurencja        | Zawodniczka                                             | Czas       | Miejsce    | Czas     | Miejsce  | Czas   | Miejsce |
| ------------------ | ------------------------------------------------------- | ---------- | ---------- | -------- | -------- | ------ | ------- |
| 100 m dowolnym     | Wivan Pettersson                                        | 1:27,4     | 4.         | NQ       | NQ       | NQ     | NQ      |
| 100 m dowolnym     | Gurli Ewerlund                                          | 1:23,2     | 4.         | NQ       | NQ       | NQ     | NQ      |
| 100 m dowolnym     | Hjördis Töpel                                           | 1:25,8     | 4.         | NQ       | NQ       | NQ     | NQ      |
| 400 m dowolnym     | Hjördis Töpel                                           | 6:59,8     | 3.         | NQ       | NQ       | NQ     | NQ      |
| 400 m dowolnym     | Gurli Ewerlund                                          | 7:05,4     | 4.         | NQ       | NQ       | NQ     | NQ      |
| 400 m dowolnym     | Jane Gylling                                            | 7:55,0     | 4.         | NQ       | NQ       | NQ     | NQ      |
| 200 m klasycznym   | Wivan Pettersson                                        | N/A        | N/A        | 3:37,0   | 3.       | 3:37,6 | 4.      |
| 200 m klasycznym   | Hjördis Töpel                                           | N/A        | N/A        | 3:39,0   | 2.       | 3:47,6 | 7.      |
| 4 × 100 m dowolnym | Aina Berg Gurli Ewerlund Wivan Pettersson Hjördis Töpel | N/A        | N/A        | N/A      | N/A      | 5:35,6 | brąz    |

### Podnoszenie ciężarów
| Konkurencja      | Zawodnik           | Wyciskanie jednorącz | Podrzut jednorącz | Rwanie  | Wyciskanie oburącz | Podrzut oburącz | Łącznie  | Pozycja |
| ---------------- | ------------------ | -------------------- | ----------------- | ------- | ------------------ | --------------- | -------- | ------- |
| waga piórkowa    | Sigfrid Hylander   | 55 kg                | DNF               | DNF     | DNF                | DNF             | DNF      | DNF     |
| waga lekka       | Martin Olofsson    | 62,5 kg              | 75 kg             | 67,5 kg | 80 kg              | 105 kg          | 390 kg   | 14.     |
| waga średnia     | Nils Lidman        | 62,5 kg              | 75 kg             | 65 kg   | 75 kg              | 105 kg          | 382,5 kg | 18.     |
| waga lekkociężka | Bertil R. Carlsson | 65 kg                | 90 kg             | 85 kg   | 90 kg              | 115 kg          | 445 kg   | 13.     |
| waga ciężka      | Rikard Brunn       | 70 kg                | 82,2 kg           | 92,8 kg | 85 kg              | 122,5 kg        | 452,5 kg | 13.     |

### Skoki do wody
Mężczyźni
| Konkurencja              | Zawodnik        | Eliminacje | Eliminacje | Finał | Finał   |
| Konkurencja              | Zawodnik        | Wynik      | Pozycja    | Wynik | Pozycja |
| ------------------------ | --------------- | ---------- | ---------- | ----- | ------- |
| wieża 10 m               | Erik Adlerz     | 475,2      | 2.         | 468,9 | 4.      |
| wieża 10 m               | Helge Öberg     | 435,4      | 2.         | 429,0 | 6.      |
| wieża 10 m               | Adolf Hellquist | 442,8      | 2.         | 403,2 | 8.      |
| trampolina 3m            | Curt Sjöberg    | 523        | 3.         | 538,3 | 7.      |
| trampolina 3m            | Adolf Hellquist | 494,5      | 2.         | 544,9 | 6.      |
| trampolina 3m            | Edmund Lindmark | 557        | 2.         | 599,1 | 4.      |
| skoki standard i dowolne | Erik Adlerz     | 151        | 4.         | NQ    | NQ      |
| skoki standard i dowolne | Arvid Wallman   | 165        | 1.         | 136   | 8.      |
| skoki standard i dowolne | John Jansson    | 144        | 3.         | 157   | srebro  |

Kobiety
| Konkurencja   | Zawodnik        | Eliminacje | Eliminacje | Finał | Finał   |
| Konkurencja   | Zawodnik        | Wynik      | Pozycja    | Wynik | Pozycja |
| ------------- | --------------- | ---------- | ---------- | ----- | ------- |
| wieża 10 m    | Hjördis Töpel   | 159        | 2.         | 164   | brąz    |
| wieża 10 m    | Ewa Olliwier    | 148        | 5.         | NQ    | NQ      |
| trampolina 3m | Märta Johansson | 377,8      | 4.         | NQ    | NQ      |
| trampolina 3m | Signe Johansson | 421,7      | 2.         | 412,6 | 5.      |
| trampolina 3m | Ewa Olliwier    | 408,8      | 3.         | 425,8 | 4.      |

### Strzelectwo
| Konkurencja                                   | Zawodnik                                                                              | Finał | Finał   |
| Konkurencja                                   | Zawodnik                                                                              | Wynik | Pozycja |
| --------------------------------------------- | ------------------------------------------------------------------------------------- | ----- | ------- |
| pistolet szybkostrzelny 25 m                  | Vilhelm Carlberg                                                                      | 18    | srebro  |
| pistolet szybkostrzelny 25 m                  | Eric Carlberg                                                                         | 17    | 9.      |
| pistolet szybkostrzelny 25 m                  | Sten Forselius                                                                        | 15    | 30.     |
| karabin małokalibrowy 50m leżąc               | Viktor Knutsson                                                                       | 392   | 7.      |
| karabin małokalibrowy 50m leżąc               | Leon Lagerlöf                                                                         | 389   | 12.     |
| karabin małokalibrowy 50m leżąc               | Mauritz Eriksson                                                                      | 386   | 24.     |
| karabin małokalibrowy 50m leżąc               | Olle Ericsson                                                                         | 385   | 26.     |
| karabin dowolny 600m leżąc                    | Hugo Johansson                                                                        | 88    | 8.      |
| karabin dowolny 600m leżąc                    | Olle Ericsson                                                                         | 84    | 14.     |
| karabin dowolny 600m leżąc                    | Mauritz Eriksson                                                                      | 83    | 19.     |
| karabin dowolny 600m leżąc                    | Gustaf Andersson                                                                      | 74    | 49.     |
| karabin dowolny drużynowo                     | Hugo Johansson Ivar Wester Mauritz Eriksson Olle Ericsson Gustaf Andersson            | 623   | 7.      |
| runda pojedyncza - sylwetka jelenia           | Otto Hultberg                                                                         | 39    | 4.      |
| runda pojedyncza - sylwetka jelenia           | Alfred Swahn                                                                          | 37    | 6.      |
| runda pojedyncza - sylwetka jelenia           | Mauritz Johansson                                                                     | 36    | 7.      |
| runda pojedyncza - sylwetka jelenia           | Fredric Landelius                                                                     | 32    | 17.     |
| runda podwójna - sylwetka jelenia             | Alfred Swahn                                                                          | 72    | brąz    |
| runda podwójna - sylwetka jelenia             | Fredric Landelius                                                                     | 70    | 4.      |
| runda podwójna - sylwetka jelenia             | Mauritz Johansson                                                                     | 57    | 15.     |
| runda podwójna - sylwetka jelenia             | Karl-Gustaf Svensson                                                                  | 25    | 30.     |
| runda pojedyncza - sylwetka jelenia drużynowo | Alfred Swahn Fredric Landelius Otto Hultberg Mauritz Johansson                        | 154   | srebro  |
| runda podwójna - sylwetka jelenia drużynowo   | Alfred Swahn Mauritz Johansson Fredric Landelius Axel Ekblom                          | 250   | brąz    |
| trap indywidualnie                            | Fredric Landelius                                                                     | 93    | 14.     |
| trap indywidualnie                            | Erik Lundquist                                                                        | 89    | 24.     |
| trap indywidualnie                            | Magnus Hallman                                                                        | 88    | 29.     |
| trap indywidualnie                            | Axel Ekblom                                                                           | 92    | 16.     |
| trap drużynowo                                | Erik Lundquist Fredric Landelius Alfred Swahn Magnus Hallman Karl Richter Axel Ekblom | 354   | 5.      |

### Szermierka
| Konkurencja          | Zawodnik                                                                   | 1 runda | 1 runda | 2 runda    | 2 runda | Ćwierćfinał | Ćwierćfinał | Półfinały | Półfinały | Finał | Finał | Pozycja |
| Konkurencja          | Zawodnik                                                                   | Przeciwnik | Wynik   | Przeciwnik | Wynik   | Przeciwnik | Wynik       | Przeciwnik | Wynik     | Przeciwnik | Wynik | Pozycja |
| -------------------- | -------------------------------------------------------------------------- | --- | ------- | ---------- | ------- | --- | ----------- | --- | --------- | --- | ----- | ------- |
| szpada indywidualnie | Gustaf Lindblom                                                            | George Calnan Ernest Gevers Konstandinos Nikolopulos Joseph Misrahi Frederico Paredes Pieter von Boven Viggo Stilling-Andersen Johan Falkenberg Carlos Miguel |         | N/A        | N/A     | George Calnan Domingo García Raoul Heide Luis Lucchetti Ivan Osiier Roger Ducret Charles Delporte Krikor Agathon Frederico Paredes Martin Holt                       |             | NQ | NQ        | NQ | NQ    | NQ      |
| szpada indywidualnie | Nils Hellsten                                                              | Léon Tom Renzo Compagna Wouter Brouwer Mßrio de Noronha Trifon Triandafilakos Héctor Belo Félix de Pomés Frithjof Lorentzen Ahmed Hassanein                   |         | N/A        | N/A     | Georges Buchard Eugène Empeyta Ernest Gevers Virgilio Mantegazza Charles Biscoe Joseph Misrahi Sigurd Akre Pieter von Boven Wenceslao Paunero                        |             | Léon Tom Renzo Compagna Gaston Cornereau Roger Ducret Charles Delporte Mário de Noronha Raoul Heide Luis Lucchetti Henri Jacquet Ivan Osiier Frédéric Fitting     |           | Roger Ducret Charles Delporte Gaston Cornereau Armand Massard Virgilio Mantegazza Georges Buchard Léon Tom Paul Anspach Peter Ryefelt Renzo Compagna Ernest Gevers |       | brąz    |
| szpada indywidualnie | Carl Gripenstedt                                                           | George Breed Charles Biscoe Virgilio Mantegazza Charles Delporte Krikor Agathon Domingo Mendy Constantin Antoniades Josef Jungmann Miguel Zabalza             |         | N/A        | N/A     | Ramón Fonst Léon Tom Henri Jacquet George Breed Gaston Cornereau Peter Ryefelt Rui Mayer Wouter Brouwer Pedro Nazar                                                  |             | Virgilio Mantegazza Georges Buchard Armand Massard Paul Anspach Peter Ryefelt Allan Milner Charles Biscoe Eugene Empeyta Ramón Fonst Domingo García Ernest Gevers |           | NQ | NQ    | NQ      |
| szpada indywidualnie | Bror Lagercrantz                                                           | Domingo García Ramón Fonst Raoul Heide Henri Jacquet Georges Buchard Jan de Beaufort Jens Berthelsen Francisco Bollini António de Castro                      |         | N/A        | N/A     | Frédéric Fitting Renzo Compagna Trifon Triandafilakos Mário de Noronha Allan Milner Armand Massard Willem van Blijenburgh Conrado Rolando Robert Frater Paul Anspach |             | NQ | NQ        | NQ | NQ    | NQ      |
| szpada drużynowo     | Gustaf Dyrssen Carl Gripenstedt Nils Hellsten Gustaf Lindblom Bertil Uggla | Francja · Stany Zjednoczone | P       | N/A        | N/A     | NQ | NQ          | NQ | NQ        | NQ | NQ    | NQ      |

Kobiety
| Konkurencja          | Zawodnik       | Ćwierćfinał                                                                                 | Ćwierćfinał | Półfinały                                                               | Półfinały | Finał      | Finał | Pozycja |
| Konkurencja          | Zawodnik       | Przeciwnik                                                                                  | Wynik       | Przeciwnik                                                              | Wynik     | Przeciwnik | Wynik | Pozycja |
| -------------------- | -------------- | ------------------------------------------------------------------------------------------- | ----------- | ----------------------------------------------------------------------- | --------- | ---------- | ----- | ------- |
| floret indywidualnie | Elsa Hellquist | Gladys Davies Emma Fitting Ellen Osiier Johanna Stokhuyzen-de Jong Yvonne Conte Irma Hopper | P W P W P W | NQ                                                                      | NQ        | NQ         | NQ    | NQ      |
| floret indywidualnie | Ellen Hamilton | Gladys Daniell Yutta Barding Michele Bory Johanna de Boer Wanda Dubieńska                   | P W         | Gladys Davies Grete Heckscher Gizella Tary Lucienne Prost Emma Fitting  | P         | NQ         | NQ    | NQ      |
| floret indywidualnie | Hanna Olsen    | Lucienne Prost Judith Morgenthaler Muriel Freeman Ingeborg Buhl Adriana Admiraal-Meijerink  | P W P W     | Ellen Osiier Gladys Daniell Yutta Barding Muriel Freeman Fernande Tassy | P W P W   | NQ         | NQ    | NQ      |

### Tenis ziemny
| Konkurencja | Zawodnik                                    | 1 runda                                        | 2 runda                                              | 3 runda                                          | 4 runda          | Ćwierćfinały                                       | Półfinały        | Finał            | Miejsce |
| Konkurencja | Zawodnik                                    | Przeciwnik Wynik                               | Przeciwnik Wynik                                     | Przeciwnik Wynik                                 | Przeciwnik Wynik | Przeciwnik Wynik                                   | Przeciwnik Wynik | Przeciwnik Wynik | Miejsce |
| ----------- | ------------------------------------------- | ---------------------------------------------- | ---------------------------------------------------- | ------------------------------------------------ | ---------------- | -------------------------------------------------- | ---------------- | ---------------- | ------- |
| Singiel (m) | Henning Müller                              | BYE                                            | Algernon Kingscote P 0:3 (2:6,5:7,2:6)               | NQ                                               | NQ               | NQ                                                 | NQ               | NQ               | 33.     |
| Singiel (m) | Charles Wennergren                          | Kálmán Kirchmayr W 3:0 (8:6,6:2,6:4)           | Maurice Cousin P 0:3 (4:6,3:6,2:6)                   | NQ                                               | NQ               | NQ                                                 | NQ               | NQ               | 33.     |
| debel (m)   | Henning Müller Charles Wennergren           | BYE                                            | Héctor Cattaruzza Jorge Williams W 3:0 (6:2,6:0,6:3) | Runar Granholm Ernst Schildt W 3:0 (6:3,6:1,6:4) | N/A              | Jacques Brugnon Henri Cochet P 0:3 (4:6,1:6,3:6)   | NQ               | NQ               | 5.      |
| singiel (k) | Sigrid Fick                                 | BYE                                            | Wolny los                                            | Kathleen McKane P 0:2 (1:6,1:6)                  | N/A              | NQ                                                 | NQ               | NQ               | 9.      |
| singiel (k) | Lily Strömberg-von Essen                    | Germaine Golding P 0:2 (4:6,2:6)               | NQ                                                   | NQ                                               | N/A              | NQ                                                 | NQ               | NQ               | 28.     |
| debel (k)   | Sigrid Fick Lily Strömberg-von Essen        | BYE                                            | Mary Wallis Rebecca Blair-White W 2:1 (6:2,5:7,6:2)  | N/A                                              | N/A              | Phyllis Covell Kathleen McKane P 0:2 (2:6,3:6)     | NQ               | NQ               | 5.      |
| mikst       | Sigrid Fick Henning Müller                  | Medy Krencsey Béla von Kehrling W 2:0 (w/o)    | Anne de Borman Stéphane Halot W 2:0 (6:0,6:3)        | N/A                                              | N/A              | Hazel Wightman Richard N. Williams P 0:2 (6:8,2:6) | NQ               | NQ               | 5.      |
| mikst       | Lily Strömberg-von Essen Charles Wennergren | Cornelia Bouman Hendrik Timmer P 0:2 (4:6,4:6) | NQ                                                   | N/A                                              | N/A              | NQ                                                 | NQ               | NQ               | 15.     |

### Zapasy
| Zawodnik                      | Konkurencja      | Runda pierwsza     | Runda druga        | Runda trzecia           | Runda czwarta       | Runda piąta           | Runda szósta      | Runda siódma          | Runda finałowa   | Pozycja |
| Zawodnik                      | Konkurencja      | Przeciwnik Wynik   | Przeciwnik Wynik   | Przeciwnik Wynik        | Przeciwnik Wynik    | Przeciwnik Wynik      | Przeciwnik Wynik  | Przeciwnik Wynik      | Przeciwnik Wynik | Pozycja |
| ----------------------------- | ---------------- | ------------------ | ------------------ | ----------------------- | ------------------- | --------------------- | ----------------- | --------------------- | ---------------- | ------- |
| styl klasyczny waga kogucia   | Arvid Östman     | Armand Magyar p    | József Tasnádi p   | NQ                      | NQ                  | NQ                    | NQ                | N/A                   | N/A              | 17.     |
| styl klasyczny waga kogucia   | Sigfrid Hansson  | Anselm Ahlfors p   | Wolny los          | Armand Magyar W         | József Tasnádi W    | Adolf Herschmann W    | Eduard Pütsep p   | N/A                   | N/A              | 4.      |
| styl klasyczny waga piórkowa  | Erik Malmberg    | Enrico Porro W     | Laurent Bottin W   | Karl Mezulian W         | Marcel Capron W     | Ödön Radvány W        | Arthur Nord W     | Aleksanteri Toivola p | NQ               | brąz    |
| styl klasyczny waga piórkowa  | Fritiof Svensson | Jenő Németh W      | René Rottenfluc W  | Wolny los               | Martin Egeberg W    | Aleksanteri Toivola p | Kalle Anttila p   | NQ                    | NQ               | 5.      |
| styl klasyczny waga lekka     | Otto Borgström   | Walter Ranghieri W | Albert Kusnets p   | Mihály Matura p         | NQ                  | NQ                    | NQ                | N/A                   | N/A              | 13.     |
| styl klasyczny waga średnia   | Harry Nilsson    | Nikola Grbić p     | Wilhelmus Doll W   | Robert Christoffersen W | Edvard Westerlund p | NQ                    | NQ                | NQ                    | N/A              | 9.      |
| styl klasyczny waga półciężka | Rudolf Svensson  | Émile Walhen W     | Seyfi Berksoy W    | Svend Nielsen W         | Emil Wecksten W     | Ibrahim Mustafa W     | Onni Pellinen W   | Calle Westergren p    | N/A              | srebro  |
| styl klasyczny waga półciężka | Calle Westergren | Seyfi Berksoy W    | František Tázler W | Axel Tetens W           | Béla Varga W        | Emil Wecksten W       | Ibrahim Mustafa p | Rudolf Svensson W     | N/A              | złoto   |
| styl klasyczny waga ciężka    | Claes Johansson  | Ottó Szelky W      | Henri Deglane p    | NQ                      | NQ                  | NQ                    | NQ                | N/A                   | N/A              | 13.     |
| styl klasyczny waga ciężka    | Ernst Nilsson    | Edil Rosenqvist p  | Aleardo Donati W   | Poul Hansen W           | Henri Deglane p     | NQ                    | NQ                | N/A                   | N/A              | 5.      |

| Konkurencja               | Zawodnik         | 1/16 finału      | 1/8 finału           | Ćwierćfinał          | Półfinał                             | Finał                           | Miejsce |
| Konkurencja               | Zawodnik         | Przeciwnik Wynik | Przeciwnik Wynik     | Przeciwnik Wynik     | Przeciwnik Wynik                     | Przeciwnik Wynik                | Miejsce |
| ------------------------- | ---------------- | ---------------- | -------------------- | -------------------- | ------------------------------------ | ------------------------------- | ------- |
| styl wolny waga kogucia   | Ragnar Larsson   | N/A              | Charles MacWilliam W | Jules Bouquet W      | Kaarlo Mäkinen p Bryan Hines P       | NQ                              | 4.      |
| styl wolny waga piórkowa  | Sverre Nilsson   | N/A              | Charles Delmas p     | NQ                   | NQ                                   | NQ                              | 8.      |
| styl wolny waga piórkowa  | Sigfrid Hansson  | N/A              | Chester Newton p     | NQ                   | Aage Torgensen p                     | Katsutoshi Naitō p              | 8.      |
| styl wolny waga średnia   | Harry Nilsson    | N/A              | N/A                  | Noel Rhys p          | NQ                                   | NQ                              | 9.      |
| styl wolny waga półciężka | Rudolf Svensson  | N/A              | Jean Hutmacher W     | Iisak Mylläri W      | Charles Courant W Calle Westergren W | John Spellman p Walter Wilson W | .       |
| styl wolny waga półciężka | Calle Westergren | N/A              | N/A                  | Fabio Del Genovese W | John Spellman p Rudolf Svensson P    | NQ                              | 6.      |
| styl wolny waga ciężka    | Johan Richthoff  | N/A              | Albert Sangwine W    | Henri Wernli p       | NQ                                   | NQ                              | 4.      |
| styl wolny waga ciężka    | Ernst Nilsson    | N/A              | N/A                  | Roger Flanders W     | Toivo Pohjala W Henri Wernli P       | Harry Steel p                   | 4.      |

### Żeglarstwo
| Zawodnik                                 | Konkurencja        | Eliminacje       | Eliminacje        | Eliminacje         | Półfinały        | Półfinały         | Punkty | Finałowa pozycja |
| Zawodnik                                 | Konkurencja        | Wyścig I miejsce | Wyścig II miejsce | Wyścig III miejsce | Wyścig I miejsce | Wyścig II miejsce | Punkty | Finałowa pozycja |
| ---------------------------------------- | ------------------ | ---------------- | ----------------- | ------------------ | ---------------- | ----------------- | ------ | ---------------- |
| Clarence Hammar                          | monotyp olimpijski | 3.               | -                 | N/A                | 3.               | DSQ               | 11     | 6.               |
| Nils Rinman Magnus Hellström Olle Rinman | klasa 6 metrów     | 4.               | 4.                | 4.                 | NQ               | NQ                | NQ     | 4.               |